# Оганова, Шушаник Айрапетовна
Шушаник Айрапетовна Оганова (арм. Շուշանիկ Հայրապետի Օհանովա, азерб. Şuşanik Ayrapetovna Ohanova; 1917, Елизаветпольский уезд — ?) — советский азербайджанский виноградарь, Герой Социалистического Труда (1950).

## Биография
Родилась в 1917 году в селе Барсум Елизаветпольского уезда Елизаветпольской губернии (ныне Шамкирский район Азербайджана).
В 1938—1967 годах — рабочая, звеньевая виноградарского совхоза имени Низами города Кировабад. При двухъярусной формировке кустов Оганова на площади 6,38 гектаров в 1949 году получила по 212,6 центнеров винограда с гектара. На остальной площади в 2,57 гектаров — по 160,6 центнеров с гектара.
Указом Президиума Верховного Совета СССР от 4 сентября 1950 года за получение высоких урожаев винограда на поливных виноградниках в 1949 году Огановой Шушаник Айрапетовне присвоено звание Героя Социалистического Труда с вручением ордена Ленина и золотой медали «Серп и Молот».
Активно участвовала в общественной жизни Азербайджана. Член КПСС с 1946 года.
С 1967 года — президентский пенсионер.